# Пушкино (Багратионовский район)
Пушкино — посёлок в Багратионовском районе Калининградской области. Входит в состав Долгоруковского сельского поселения.

## История
Первые упоминания о поселении в 1425 году, примерно 1785 года поселение стало называться Посмален.
В 1946 году Посмален был переименован в поселок Пушкино.

## Население
| 2002 | 2010 |
| ---- | ---- |
| 101  | ↘85  |

1910 - 253 человек, в 1933 году - 329 человек, в 1939 году - 395 жителей.